# Mesoleptus hypoleptus
Mesoleptus hypoleptus là một loài tò vò trong họ Ichneumonidae.